# Эри (округ, Нью-Йорк)
Округ Эри (англ. Erie County) — округ штата Нью-Йорк, США. Население округа на 2000 год составляло 950 265 человек. Административный центр округа — город Буффало.

## История
Округ Эри основан в 1821 году; назван в честь индейского племени Эри. Источник образования округа Эри: округ Ниагара.

## География
Округ занимает площадь 2703,9 км2.

## Демография
Согласно переписи населения 2000 года, в округе Эри проживало 950 265 человек. По оценке Бюро переписи населения США, к 2009 году население уменьшилось на 4,3%, до 909 247 человек. Плотность населения составляла 336,3 человек на квадратный километр.